# Abarth
Abarth is een Italiaanse autoproducent en tuner. In de huidige tijd behoort het tot het portfolio van megaconcern Stellantis. Het merk werd in 1949 door Carlo Abarth opgericht en werd in 1971 door Fiat overgenomen. In 1981 stopte het bedrijf volledig met zijn activiteiten. Sinds de heroprichting in 2007 produceert het bedrijf sportieve versies van de Fiat 500, de Fiat 124 Spider en de Fiat Punto. De productie van de Punto werd echter in 2014 gestaakt.
Abarth behaalde in de jaren 1950, 1960 en 1970 vele rallyzeges en in haar totale bestaan won Abarth ruim 10.000 individuele races, verbrak het tien wereldrecords en behaalde het 133 internationale titels.

## Geschiedenis

### Oprichting
Abarth & C. werd op 31 maart 1949 opgericht in het huis van Scagliarini in Bologna door Carlo Abarth in samenwerking met zijn vriend Guido Scagliarini. Zij richtten het bedrijf op nadat Abarth de restanten van het noodlijdende automerk Cisitalia had overgenomen. De eigenaar van dat automerk, Piero Dusio, was geld aan Abarth verschuldigd, maar Dusio was naar Argentinië vertrokken. Abarth nam met de restanten van het bedrijf ook een Cisitalia D46, twee Cisitalia 204 Spiders en nog twee onafgebouwde auto's over. Abarth werd in het begin gefinancierd door de vader van Scagliarini, Armando Scagliarini. Na de overname richtte het bedrijf een raceteam genaamd "Scuderia Abarth" op, waarvan onder andere Tazio Nuvolari en Felice Bonetto onderdeel werden. De eerste belangrijke race van het team was de Mille Miglia van 1949, waarbij Abarth met vier auto's meedeed. De auto met Scagliarini als coureur werd vijfde in het eindklassement. Abarth won dat jaar nog een aantal belangrijke races met de Cisitalia-Abarth 204A Motto Spider. In april 1951 werd het hoofdkantoor van Abarth naar Turijn verplaatst.

### Groei

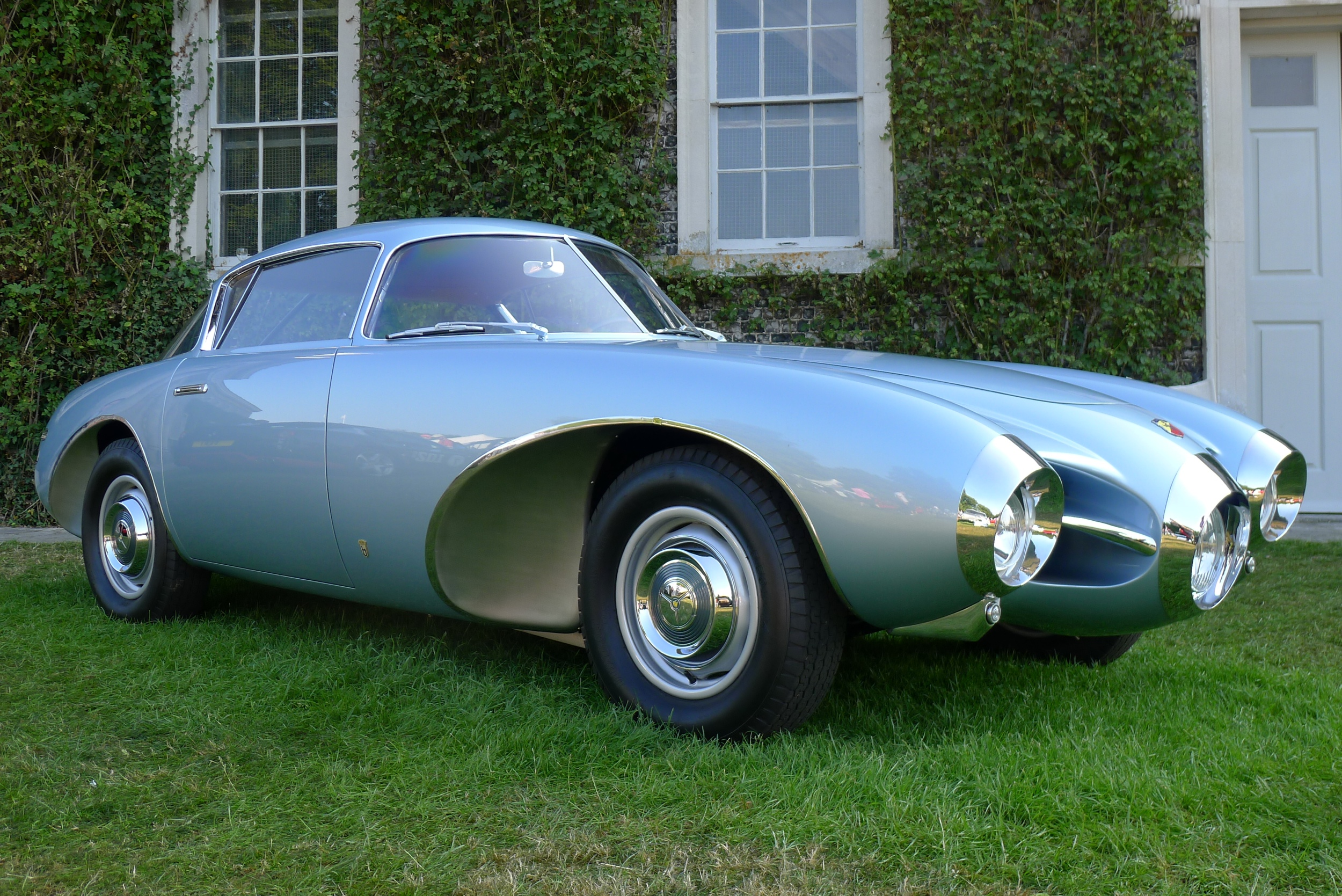
Een Abarth 1500 Biposto Coupé uit 1952

Abarth begon begin jaren 50 met de productie van een kit voor de Fiat Topolino. De kit verkocht goed en iets later ontwierp Carlo Abarth een nieuw soort stille uitlaatpijp om haar raceactiviteiten mee te financieren. Abarth ontwierp daarna nog een aantal uitlaten, waarvan sommige speciaal voor bepaalde modellen waren ontworpen. De uitlaatpijpen kostten destijds tussen de 2000 en 4500 Italiaanse lire. In 1950 had het bedrijf in totaal 4500 uitlaatsystemen verkocht. Dat aantal zou in 1962 zijn uitgegroeid tot 260.000 stuks. Het aantal werknemers lag rond 1950 rond de 40. In de volgende jaren kregen ook automerken waaronder Alfa Romeo, Ferrari en Maserati interesse in de uitlaten en in 1952 werd Abarth leverancier van de uitlaatsystemen van auto's die meededen aan wereldkampioenschappen.
Nadat de Fiat 600 in 1955 in productie was genomen, wilde Carlo Abarth die auto ombouwen tot een kleine en betaalbare sportauto. Abarth stopte een motor met een inhoud van 750 cc in de auto, waardoor het vermogen van de auto werd verdubbeld. De Fiat Abarth 750 werd een groot succes. Abarth produceerde ook twee door Zagato ontworpen auto's. Die auto's kregen de namen Fiat Abarth 750 Zagato en Fiat Abarth 750 GT Zagato. Abarth leverde niet alleen de gehele auto, maar voor iets minder dan de helft van de prijs waren ook de onderdelen beschikbaar. In juni 1956 ging Carlo Abarth met een Fiat Abarth 750, die door Bertone was ontworpen, naar Monza om daar een aantal wereldrecords te verbreken. Hij verbrak onder andere het 24-uurrecord. Ook was Abarth nog steeds actief in het racen en deed met twintig auto's mee aan de Mille Miglia van 1957. Tijdens die editie van het race-evenement won Abarth in haar klasse de eerste, tweede en derde plaats. Door het succes werden veel auto's verkocht en in 1958 begon de zoon van president Franklin Delano Roosevelt met het verkopen van de auto's in de Verenigde Staten.

### De komst van de Fiat 500 Abarth

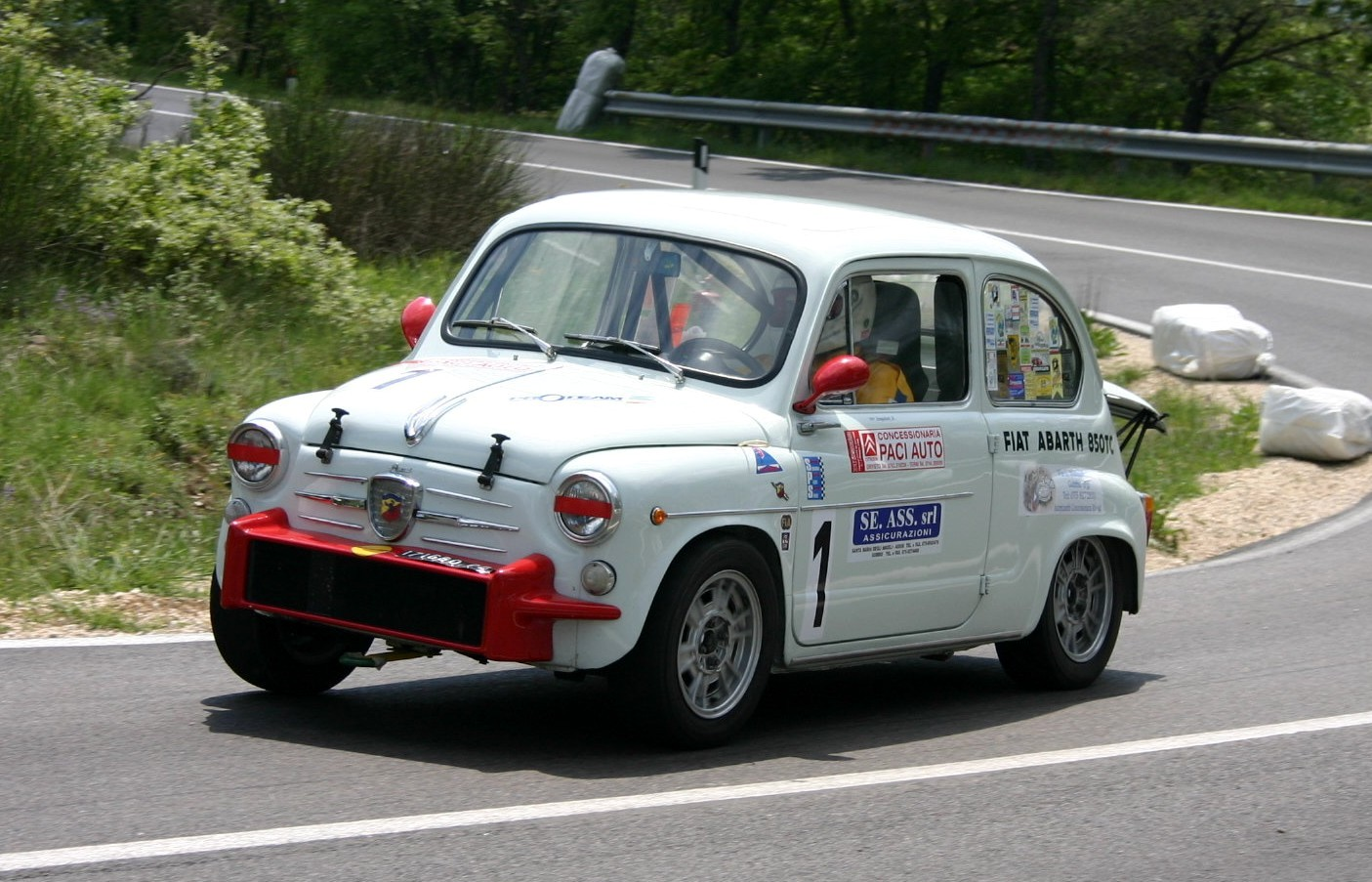
Een Abarth 850 TC

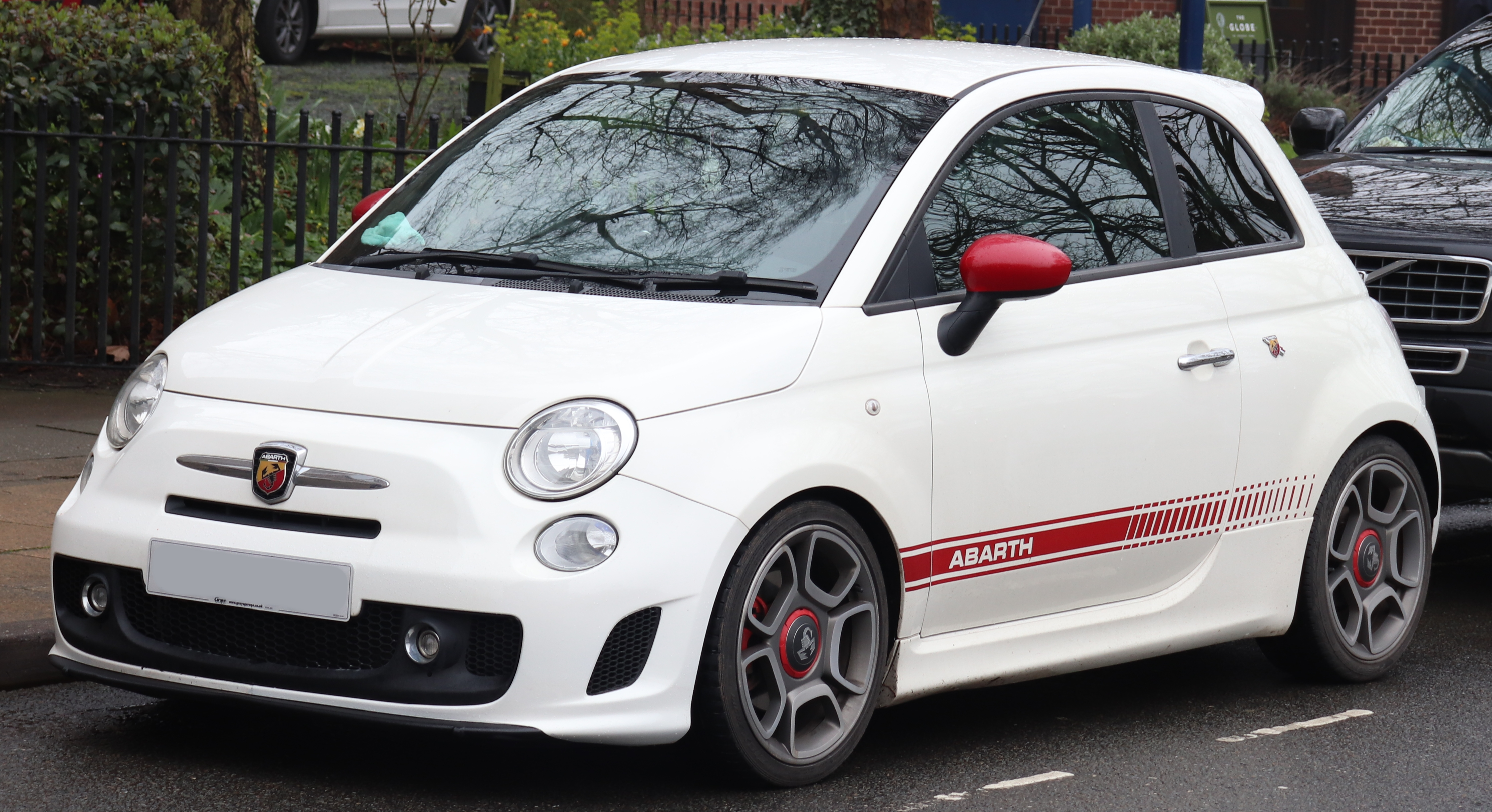
Een Abarth 500 uit 2008

In 1958 ontwierp Abarth een van haar belangrijkste modellen, de Fiat 500 Abarth. De auto had een motor van 479 cc en leverde een vermogen van 26 pk in plaats van de 13 pk, die het model van Fiat origineel leverde. Ook de Fiat 500 Abarth werd naar Monza gestuurd om wereldrecords te verbreken. De auto verbrak zes wereldrecords en reed gedurende zeven dagen een afstand van 18.186 kilometer met een gemiddelde snelheid van 108 km/h. In 1952 versterkte Abarth de samenwerking met Fiat en dat bedrijf beloofde Abarth financieel te steunen met een bedrag dat afhankelijk van het aantal zeges en records was. Begin jaren 60 ontwierp Abarth de Abarth 850 TC, maar om te voldoen aan de homologatie moest Abarth in 1961 ruim duizend voertuigen produceren, wat het bedrijf net haalde. De 850 TC was als kit beschikbaar die door Abarth of door de koper op de auto kon worden geplaatst. De auto en zijn opvolger, de 1000 TC, behaalden vele zeges. Zo werd het European Touring Car Championship in 1965, 1966, 1967 en 1969 met een 1000 TC gewonnen. Ook deed Abarth in 1961 met de 24 uur van Le Mans mee en won de eerste prijs in haar klasse. Door de vele overwinningen kwam de naam Abarth terecht in het modern taalgebruik van die tijd. Abarth werd gebruikt als synoniem voor krachtig of succesvol; zo werd onder andere een sterke koffie ook wel een "Abarth koffie" genoemd.

### Overname door Fiat
Ook versterkte Abarth begin jaren 60 de samenwerking met Simca met nieuwe modellen als gevolg. In 1965 behaalde Abarth in totaal 900 zeges. Om de auto's te kunnen financieren ging Abarth meer geld vragen voor haar auto's; zo kostte de Abarth 850 TC Corsa in mei 1965 in totaal 1.525.000 lire, maar zes maanden later kostte de auto 2.340.000 lire. Ook werden standaardauto's aangepast, waardoor ze dezelfde onderdelen hadden als de raceauto's. Naast de races ging Carlo Abarth in 1965 opnieuw naar Monza om records te verbreken. Abarth stak echter meer aandacht in het winnen van races dan in het maken van winst, waardoor het bedrijf eind jaren 60 in de problemen kwam. Op 31 juli 1971 werd Abarth door Fiat overgenomen en Carlo Abarth bleef nog een tijdje CEO van het bedrijf. Het raceteam werd verkocht aan Enzo Osella. Fiat reorganiseerde Abarth en in de jaren 70 bleef Abarth succesvol in rally's met Aurelio Lampredi als ontwerper van de motoren. Abarth behaalde de tweede plaats in de wereldkampioenschappen van 1973, 1974 en 1975. In de jaren 80 bleef de merknaam actief en behaalde rally en race zeges met de auto's van Lancia en bracht Fiat met de 125 TC Abarth in september 1981 en de 130 TC Abarth in september 1983 twee sportieve versies uit van de Fiat Ritmo. In de jaren 90 was de naam bijna geheel verdwenen. Fiat gebruikte de naam alleen nog wel een aantal keren op modellen voor een speciale uitvoering, bv. de Fiat Stilo Abarth, de Seicento Abarth en Cinquecento Abarth.

### Heroprichting
In 2007 werd Abarth & C S.p.A. door Fiat heropgericht en Abarth kreeg een fabriek in Turijn met een oppervlakte van 23.000 m². Het bedrijf begon met het produceren van de sportieve versies van de Fiat Grande Punto en de Fiat 500, respectievelijk de Abarth Grande Punto en de Abarth 500. Van die auto's werden rallyversies ontworpen en Abarth keerde terug in de rallykampioenschappen. Ook werden van de auto's enkele speciale versies met een gelimiteerde oplage uitgebracht. De productie van de Abarth Punto werd in 2014 gestaakt. Vanaf 2016 tot heden worden ook sportieve versies van de Fiat 124 Spider geproduceerd.

## Logo
Het huidige logo van Abarth bestaat uit een rood/geel schild met daarop een schorpioen en daarboven in witte letters "ABARTH". Tussen de letters en de schorpioen bevindt zich een lage Italiaanse vlag. De schorpioen op het logo verwijst naar het sterrenbeeld van Carlo Abarth, die op 15 november 1908 werd geboren, en de rode en gele kleuren verwijzen naar de passie. Het gebruikte lettertype voor de letters is "Microgramma Bold D Extended".

## Modellen
| Foto | Naam                                 | Productiejaren | Opmerkingen |
| ---- | ------------------------------------ | -------------- | --- |
|      | Cisitalia-Abarth 204A Motto Spider   | 1949-1950      | |
|      | Abarth 205 Vignale Berlinetta        | 1950-1951      | |
|      | Abarth 1500 Biposto Coupé            | 1952           | Eén exemplaar gebouwd |
|      | Ferrari 166 MM/53 Abarth Spyder      | 1953           | Eén exemplaar gebouwd |
|      | Abarth Renault Boano                 | 1954           | |
|      | Abarth 207A Boano Spider             | 1955           | |
|      | Abarth 208A Spider Boano             | 1955           | Eén exemplaar gebouwd |
|      | Abarth 209A Boano Coupé              | 1955           | Eén exemplaar gebouwd |
|      | Abarth 210A Spider Boano             | 1955           | |
|      | Abarth Fiat 600                      | 1956-1959      | Versies: - 700 S - 750 Berlina - 750 Gran Turismo - 750 Zagato |
|      | Abarth Fiat 500                      | 1957-1971      | Versies: - 595 - 595 SS - 695 - 695 SS - 695 SS Assetto Corsa - 695 SS Competizione |
|      | Abarth 1000 GT Coupé                 | 1958           | |
|      | Abarth Fiat 2200 Coupé Allemano      | 1959-1961      | Ontworpen door Giovanni Michelotti (Allemano). |
|      | Porsche 356 Carrera Abarth GTL       | 1960-1961      | |
|      | Abarth Fiat 850                      | 1960-1968      | Versies: - 850 Allemano - 850 TC Berlina - 850 TC Corsa - 850 TC Nürburgring - 850 TC Nürburgring Corsa - OT 1000 - OT 1300 - OT 1600 - OT 2000 |
|      | Abarth 700-1000 Spider Tubolare      | 1961           | |
|      | Abarth Mono Mille                    | 1961-1965      | Versies: - Scorpione - GT |
|      | Abarth Fiat 1000                     | 1961-1967      | Versies: - 1000 Berlina - 1000 Berlina Corsa - 1000 TC Berlina Corsa - 1000 TCR Berlina Corsa - 1000 Zagato |
|      | Abarth Simca 1300                    | 1962           | |
|      | Abarth Simca 2000                    | 1963           | |
|      | Abarth Fiat 2400 Coupé               | 1964           | Hertekende versie van de Abarth 2200 door Ellena en Allemano. |
|      | Abarth Simca 1150                    | 1964-1966      | Versies: - 1150 - 1150 S - 1150 SS |
|      | Abarth 1000SP                        | 1966           | |
|      | Abarth 2000 Cuneo                    | 1968           | |
|      | Abarth Fiat 2000 Sport Tipo SE 010   | 1968           | |
|      | Abarth 2000 Pininfarina Scorpione    | 1969           | Eén exemplaar gebouwd |
|      | Abarth 1300 Scorpione                | 1969-1971      | Versies: - Scorpione - Scorpione S - Scorpione SS |
|      | Abarth SE 020                        | 1970           | |
|      | Abarth SE 022                        | 1971           | |
|      | Abarth Autobianchi A112              | 1971-1985      | Zeven generaties |
|      | Abarth-Osella SE 021                 | 1972           | Gebouwd door Enzo Osella, nadat hij de racetak van Abarth had overgenomen. |
|      | Abarth Fiat 124 Rally                | 1972-1975      | |
|      | Abarth-Osella PA1                    | 1973           | Gebouwd door Enzo Osella, nadat hij de racetak van Abarth had overgenomen. |
|      | Abarth Fiat 030                      | 1974           | |
|      | Abarth-Osella PA2                    | 1974           | Gebouwd door Enzo Osella, nadat hij de racetak van Abarth had overgenomen. |
|      | Abarth Fiat 131 Rally                | 1976-1978      | |
|      | Abarth Fiat Ritmo                    | 1982-1988      | Versies: - 125 TC - 130 TC |
|      | Abarth Grande Punto/Abarth Punto Evo | 2008-2014      | Versies: - Grande Punto - Punto Evo - Grande Punto S2000 - Grande Punto SS (SuperSport) - Punto Scorpione |
|      | Abarth 500                           | 2008-heden     | Versies: - 500 - 500 C - 500 Assetto Corse - 500 Custom - 500 C Custom - 500 R3T - 595 50mo Anniversario - 595 Competizione - 595 C Competizione - 595 Turismo - 595 C Turismo - 595 Pista - 695 Assetto Corse - 695 Biposto - 695 Fuori - 695 Maserati Edition |
|      | Abarth 124 Spider                    | 2016-heden     | Versies: - 124 Spider - 124 Spider Rally |